# Indy Pro Series 2006
De Indy Pro Series 2006 was het eenentwintigste kampioenschap van de Indy Pro Series. Het seizoen begon op 26 maart op de oval van Homestead-Miami en eindigde op 9 september op de Chicagoland Speedway. Jay Howard won het kampioenschap voor Jonathan Klein en Wade Cunningham.

## Teams en rijders
Alle teams reden met een Dallara IPS-chassis en met een 3.5 L Infiniti V8-motor.
De volgende teams en rijders namen deel tijdens dit seizoen:
| Team                         | Nr | Rijder             | Sponsor(s)                                                                | Opmerkingen                                                               |
| ---------------------------- | -- | ------------------ | ------------------------------------------------------------------------- | ------------------------------------------------------------------------- |
| Brian Stewart Racing         | 1  | Wade Cunningham    | Windward Properties Limited                                               | Reed niet in St. Petersburg                                               |
| Brian Stewart Racing         | 1  | Geoff Dodge        | Windward Properties Limited                                               | Reed alleen in St. Petersburg                                             |
| Brian Stewart Racing         | 3  | Brett Van Blankers | Mo's Gold / Mobley Special / Inner City Recycling / Inner City Demolition | Reed niet in Sonoma en Chicagoland                                        |
| Brian Stewart Racing         | 3  | Daniel Gaunt       | Inner City Demolition                                                     | Reed alleen in Sonoma                                                     |
| Brian Stewart Racing         | 3  | Veronica McCann    | United & Classic Trailers                                                 | Reed alleen in Chicagoland                                                |
| Brian Stewart Racing         | 33 | Geoff Dodge        | Knoxville / Fast Track to Indy                                            | Reed in Homestead, Indianapolis en Nashville                              |
| Dave McMillan Racing         | 2  | Matthew Hamilton   | Karcher                                                                   | Reed in Homestead, St. Petersburg, Indianapolis en Watkins Glen           |
| Dave McMillan Racing         | 2  | Charles Crews      | Racersites.com / Magnus Energy Marketing                                  | Reed alleen in Chicagoland                                                |
| Dave McMillan Racing         | 22 | Eric Paradis       | Entretien De Voies Ferrees Coyle                                          | Reed alleen in de Indianapolis G.P.                                       |
| Guthrie Racing               | 4  | Philip Giebler     | Car Crafters Special                                                      | Reed alleen in Indianapolis                                               |
| Guthrie Racing               | 4  | Charles Crews      | Magnus Energy Marketing                                                   | Reed alleen in Kentucky                                                   |
| Guthrie Racing               | 4  | Micky Gilbert      | Gilbert Engineering                                                       | Reed alleen in Sonoma                                                     |
| Guthrie Racing               | 4  | Tom Wieringa       | Racing for Kids / Black Diamond Steel                                     | Reed alleen in Chicagoland                                                |
| Guthrie Racing               | 4  | Logan Gomez        | The Indyana Kid                                                           | Reed alleen in de Indianapolis G.P.                                       |
| Guthrie Racing               | 4  | Sean Guthrie       | Car Crafters Special                                                      | Reed alleen in Watkins Glen                                               |
| Guthrie Racing               | 41 | Sean Guthrie       | Car Crafters / Trace Die-Cast                                             | Reed in Indianapolis, Nashville, Kentucky en Chicagoland                  |
| Guthrie Racing               | 41 | Raphael Matos      | Car Crafters Special                                                      | Reed in St. Petersburg, Watkins Glen en de Indianapolis G.P.              |
| Guthrie Racing               | 41 | Travis Gregg       | Car Crafters                                                              | Reed alleen in Homestead                                                  |
| Guthrie Racing               | 41 | Scott Mansell      | Chicago Climate Exchange                                                  | Reed alleen in Sonoma                                                     |
| Roth Racing                  | 4  | Marty Roth         | Roth Racing                                                               | Reed in Homestead en St. Petersburg                                       |
| Playa Del Racing             | 6  | Jon Herb           | Aercon                                                                    | Reed niet in Nashville, Milwaukee, Kentucky, Sonoma en Chicagoland        |
| Sam Schmidt Motorsports      | 7  | Jay Howard         | Lucas Oil / Isilon                                                        |                                                                           |
| Sam Schmidt Motorsports      | 38 | Ryan Justice       | Northwest Autosport                                                       | Reed alleen in Sonoma                                                     |
| Sam Schmidt Motorsports      | 77 | Travis Gregg       | Lucas Oil / Argosy Casino                                                 | Reed alleen in Kentucky                                                   |
| Sam Schmidt Motorsports      | 77 | Akihira Okamoto    | OAM                                                                       | Reed alleen in Chicagoland                                                |
| Michael Crawford Motorsports | 8  | Mishael Abbott     | SME Motorsports                                                           | Reed in Homestead, Indianapolis en Watkins Glen                           |
| Michael Crawford Motorsports | 8  | Rocco DeSimone     | Michael Crawford Motorsports                                              | Reed alleen in St. Petersburg                                             |
| Michael Crawford Motorsports | 8  | Scott Mansell      | Chicago Climate Exchange                                                  | Reed alleen in Nashville                                                  |
| Michael Crawford Motorsports | 8  | Ben Petter         | MAC Towing / Bay Ridge Development                                        | Reed in Kentucky en Chicagoland                                           |
| Michael Crawford Motorsports | 8  | P.J. Abbott        | Surtec System                                                             | Reed in Milwaukee en Sonoma                                               |
| Michael Crawford Motorsports | 8  | Charles Crews      | Capital Investment Group                                                  | Reed alleen in de Indianapolis G.P.                                       |
| Michael Crawford Motorsports | 9  | Charles Crews      | Capital Investment Group                                                  | Reed alleen in Watkins Glen                                               |
| Michael Crawford Motorsports | 9  | Bobby Wilson       | Ocala Gran Prix                                                           | Reed in Homestead en St. Petersburg                                       |
| Michael Crawford Motorsports | 9  | Tom Wieringa       | Racing for Kids / Logistics Management                                    | Reed alleen in Indianapolis                                               |
| Michael Crawford Motorsports | 9  | Scott Mansell      | Chicago Climate Exchange                                                  | Reed alleen in de Indianapolis G.P.                                       |
| Michael Crawford Motorsports | 9  | Travis Gregg       | Michael Crawford Motorsports                                              | Reed alleen in Nashville                                                  |
| Michael Crawford Motorsports | 9  | Michael Crawford   | Michael Crawford Motorsports                                              | Reed alleen in Milwaukee                                                  |
| Michael Crawford Motorsports | 9  | Racer Kashima      | Michael Crawford Motorsports                                              | Reed in Kentucky, Sonoma en Chicagoland                                   |
| Andretti Green Racing        | 11 | Jaime Camara       | CELG / Neo Quimica                                                        |                                                                           |
| Andretti Green Racing        | 27 | Jonathan Klein     | Klein Tools / Turn-Key Forging                                            |                                                                           |
| Kenn Hardley Racing          | 24 | Jeff Simmons       | J Med Lab Supply                                                          | Reed in Homestead en St. Petersburg                                       |
| Kenn Hardley Racing          | 24 | Bobby Wilson       | Ocala Gran Prix                                                           | Reed niet in Homestead en St. Petersburg                                  |
| Kenn Hardley Racing          | 42 | Tom Wood           | Xtreme Coil Drilling                                                      | Reed in Indianapolis, Nashville, Milwaukee, Kentucky en Chicagoland       |
| Kenn Hardley Racing          | 42 | Philip Giebler     | Kenn Hardley Racing                                                       | Reed alleen in Watkins Glen                                               |
| Kenn Hardley Racing          | 42 | Graham Rahal       | Norwalk Furniture                                                         | Reed alleen in de Indianapolia G.P.                                       |
| AFS Racing                   | 25 | Arie Luyendyk jr.  | Automatic Fire Sprinklers, Inc.                                           | Reed in Homestead, St. Petersburg, Watkins Glen, Nashville en Chicagoland |
| AFS Racing                   | 25 | Tyce Carlson       | Automatic Fire Sprinklers, Inc.                                           | Reed alleen in Indianapolis                                               |
| AFS Racing                   | 25 | Philip Giebler     | Automatic Fire Sprinklers, Inc.                                           | Reed alleen in de Indianapolis G.P.                                       |
| AFS Racing                   | 26 | Alex Lloyd         | Automatic Fire Sprinklers, Inc.                                           | Reed niet in Homestead en Milwaukee                                       |
| AFS Racing                   | 26 | Thiago Medeiros    | Automatic Fire Sprinklers, Inc.                                           | Reed alleen in Milwaukee                                                  |
| Cheever Racing               | 51 | Chris Festa        | Formtek                                                                   | Reed alleen niet in Sonoma                                                |
| Cheever Racing               | 52 | Nick Bussel        | Cheever Racing                                                            |                                                                           |
| Part Sourcing International  | 76 | James Chesson      | 360 Brake                                                                 | Reed in Indianapolis en Nashville                                         |
| Part Sourcing International  | 76 | Mike Potekhen      | 360 Brake                                                                 | Reed in de Indianapolis G.P., Kentucky, Sonoma en Chicagoland             |

## Races
Er werden dit jaar 12 races op 10 verschillende circuits verreden. De races op California Speedway, Phoenix International Raceway, Pikes Peak International Raceway en Texas Motor Speedway werden ten opzichte van het vorig seizoen niet meer verreden. In hun plaats kwam een tweede race op het stratencircuit van St. Petersburg en op het circuit van Sonoma.
| Race | Datum       | Race Naam                 | Circuit                               | Locatie            |
| ---- | ----------- | ------------------------- | ------------------------------------- | ------------------ |
| 1    | 26 maart    | Miami 100                 | Homestead-Miami Speedway              | Homestead, FL      |
| 2    | 1 april     | Grand Prix St. Petersburg | Stratencircuit Saint Petersburg       | St. Petersburg, FL |
| 3    | 2 april     | Grand Prix St. Petersburg | Stratencircuit Saint Petersburg       | St. Petersburg, FL |
| 4    | 26 mei      | Firestone Freedom 100     | Indianapolis Motor Speedway (oval)    | Speedway, IN       |
| 5    | 4 juni      | Corning 100               | Watkins Glen International            | Watkins Glen, NY   |
| 6    | 1 juli      | Liberty Challenge         | Indianapolis Motor Speedway (wegrace) | Speedway, IN       |
| 7    | 15 juli     | Sun Belt Rentals 100      | Nashville Superspeedway               | Wilson County, TN  |
| 8    | 22 juli     | Milwaukee 100             | Milwaukee Mile                        | West Allis, WI     |
| 9    | 13 augustus | Kentucky 100              | Kentucky Speedway                     | Sparta, KY         |
| 10   | 26 augustus | Carneros 100              | Infineon Raceway                      | Sonoma, CA         |
| 11   | 27 augustus | Valley of the Moon 100    | Infineon Raceway                      | Sonoma, CA         |
| 12   | 9 september | Chicagoland 100           | Chicagoland Speedway                  | Joliet, IL         |

## Race resultaten
| Race | Naam              | Pole positie    | Meeste ronden aan de leiding | Winnende rijder | Winnende team           |
| ---- | ----------------- | --------------- | ---------------------------- | --------------- | ----------------------- |
| 1    | Homestead         | Jay Howard      | Jay Howard                   | Jeff Simmons    | Kenn Hardley Racing     |
| 2    | St. Petersburg    | Raphael Matos   | Raphael Matos                | Raphael Matos   | Guthrie Racing          |
| 3    | St. Petersburg    | Chris Festa     | Raphael Matos                | Raphael Matos   | Guthrie Racing          |
| 4    | Indianapolis      | Wade Cunningham | Wade Cunningham              | Wade Cunningham | Brian Stewart Racing    |
| 5    | Watkins Glen      | Bobby Wilson    | Wade Cunningham              | Bobby Wilson    | Kenn Hardley Racing     |
| 6    | Indianapolis G.P. | Graham Rahal    | Graham Rahal                 | Alex Lloyd      | AFS Racing              |
| 7    | Nashville         | Wade Cunningham | Wade Cunningham              | Jay Howard      | Sam Schmidt Motorsports |
| 8    | Milwaukee         | Wade Cunningham | Wade Cunningham              | Jaime Camara    | Andretti Green Racing   |
| 9    | Kentucky          | Jonthan Klein   | Wade Cunningham              | Jay Howard      | Sam Schmidt Motorsports |
| 10   | Sonoma            | Wade Cunningham | Wade Cunningham              | Wade Cunningham | Brian Stewart Racing    |
| 11   | Sonoma            | Mike Potekhen   | Alex Lloyd                   | Alex Lloyd      | AFS Racing              |
| 12   | Chicagoland       | Wade Cunningham | Wade Cunningham              | Wade Cunningham | Brian Stewart Racing    |

## Uitslagen
| Pos | Rijder             | HMS | STP | STP | INDY | WGL | INGP | NSH | MIL | KTY | SNM | SNM | CHI | Punten |
| --- | ------------------ | --- | --- | --- | ---- | --- | ---- | --- | --- | --- | --- | --- | --- | ------ |
| 1   | Jay Howard         | 3*  | 3   | 2   | 2    | 6   | 18   | 1   | 7   | 1   | 10  | 5   | 3   | 390    |
| 2   | Jonathan Klein     | 15  | 5   | 5   | 6    | 5   | 3    | 3   | 3   | 2   | 4   | 3   | 2   | 386    |
| 3   | Wade Cunningham    | 10  |     |     | 1*   | 2*  | 16   | 5*  | 2*  | 3*  | 1*  | 4   | 1*  | 379    |
| 4   | Bobby Wilson       | 5   | 8   | 6   | 7    | 1   | 9    | 7   | 4   | 7   | 5   | 2   | 17  | 343    |
| 5   | Nick Bussel        | 2   | 4   | 10  | 10   | 15  | 5    | 6   | 5   | 6   | 3   | 13  | 8   | 319    |
| 6   | Jaime Camara       | 11  | 12  | 15  | 3    | 4   | 13   | 2   | 1   | 14  | 7   | 14  | 16  | 298    |
| 7   | Alex Lloyd         |     | 10  | 3   | 5    | 17  | 1    | DNS |     | 16  | 2   | 1*  | 4   | 294    |
| 8   | Chris Festa        | 16  | 6   | 8   | 4    | 14  | 15   | 9   |     | 8   |     |     | 5   | 205    |
| 9   | Brett Van Blankers | 8   | 9   | 11  | 14   | 7   | 17   | 10  | 8   | 15  |     |     |     | 179    |
| 10  | Raphael Matos      |     | 1*  | 1*  |      | 13  | 4    |     |     |     |     |     |     | 154    |
| 11  | Jon Herb           | 6   | 13  | 9   | 19   | 8   | 8    |     |     |     |     |     |     | 126    |
| 12  | Jeff Simmons       | 1   | 2   | 4   |      |     |      |     |     |     |     |     |     | 122    |
| 13  | Mike Potekhen      |     |     |     |      |     | 11   |     |     | 10  | 6   | 6   | 7   | 121    |
| 14  | Tom Wood           |     |     |     | 9    |     |      | 4   | 9   | 12  |     |     | 9   | 116    |
| 15  | Matthew Hamilton   | 14  | 7   | 7   | 13   | 10  |      |     |     |     |     |     |     | 105    |
| 15  | Arie Luyendyk jr.  | 4   | DNS |     |      | 11  |      | 11  |     |     |     |     | 6   | 105    |
| 17  | Geoff Dodge        | 7   | 11  | 13  | 8    |     |      | 12  |     |     |     |     |     | 104    |
| 18  | Sean Guthrie       |     |     |     | 11   | 16  |      | 8   |     | 5   |     |     | 18  | 99     |
| 19  | Charles Crews      |     |     |     |      | 9   | 6    |     |     | 11  |     |     | 13  | 86     |
| 20  | Scott Mansell      |     |     |     |      |     | 14   | 14  |     |     | 11  | 7   |     | 77     |
| 21  | Philip Giebler     |     |     |     | 16   | 3   | 7    |     |     |     |     |     |     | 75     |
| 22  | Racer Kashima      |     |     |     |      |     |      |     |     | 13  | 12  | 11  | 12  | 72     |
| 23  | Travis Gregg       | 12  |     |     |      |     |      | 13  |     | 4   |     |     |     | 67     |
| 24  | Marthy Roth        | 9   | 14  | 12  |      |     |      |     |     |     |     |     |     | 56     |
| 25  | P.J. Abbott        |     |     |     |      |     |      |     | 11  |     | 13  | 12  |     | 54     |
| 26  | Ryan Justice       |     |     |     |      |     |      |     |     |     | 8   | 8   |     | 48     |
| 26  | Mishael Abbott     | 13  |     |     | 17   | 12  |      |     |     |     |     |     |     | 48     |
| 28  | Graham Rahal       |     |     |     |      |     | 2*   |     |     |     |     |     |     | 43     |
| 29  | Micky Gilbert      |     |     |     |      |     |      |     |     |     | 9   | 10  |     | 42     |
| 29  | Ben Petter         |     |     |     |      |     |      |     |     | 9   |     |     | 10  | 42     |
| 31  | Daniel Gaunt       |     |     |     |      |     |      |     |     |     | 14  | 10  |     | 38     |
| 32  | Tom Wieringa       |     |     |     | 12   |     |      |     |     |     |     |     | 15  | 33     |
| 33  | Rocco DeSimone     |     | 15  | 14  |      |     |      |     |     |     |     |     |     | 31     |
| 34  | Thiago Medeiros    |     |     |     |      |     |      |     | 6   |     |     |     |     | 28     |
| 35  | Michael Crawford   |     |     |     |      |     |      |     | 10  |     |     |     |     | 20     |
| 35  | Logan Gomez        |     |     |     |      |     | 10   |     |     |     |     |     |     | 20     |
| 37  | James Chesson      |     |     |     | 18   |     |      | DNS |     |     |     |     |     | 19     |
| 37  | Veronica McCann    |     |     |     |      |     |      |     |     |     |     |     | 11  | 19     |
| 39  | Eric Paradis       |     |     |     |      |     | 12   |     |     |     |     |     |     | 18     |
| 40  | Akihira Okamoto    |     |     |     |      |     |      |     |     |     |     |     | 14  | 16     |
| 41  | Tyce Carlson       |     |     |     | 15   |     |      |     |     |     |     |     |     | 15     |
| Pos | Rijder             | HMS | STP | STP | INDY | WGL | INGP | NSH | MIL | KTY | SNM | SNM | CHI | Punten |

| Kleur       | Resultaat                       |
| ----------- | ------------------------------- |
| Goud        | Winnaar                         |
| Zilver      | 2de plaats                      |
| Brons       | 3de plaats                      |
| Groen       | 4de en 5de plaats               |
| Lichtblauw  | 6de–10de plaats                 |
| Donkerblauw | Gefinisht (buiten de Top 10)    |
| Paars       | Niet gefinisht                  |
| Rood        | Niet gekwalificeerd (DNQ)       |
| Bruin       | Teruggetrokken (Wth)            |
| Zwart       | Gediskwalificeerd (DSQ)         |
| Wit         | Niet Gestart (DNS)              |
| Blank       | Nam geen deel aan de race (DNP) |
| Blank       | Niet geracet                    |

| Toegevoegde info    |                                         |
| vet                 | Pole positie (1 punt)                   |
| *                   | Meeste ronden aan de leiding (2 punten) |
| Rookie van het Jaar |                                         |
| Rookie              |                                         |

| Kleur       | Resultaat                       |
| ----------- | ------------------------------- |
| Goud        | Winnaar                         |
| Zilver      | 2de plaats                      |
| Brons       | 3de plaats                      |
| Groen       | 4de en 5de plaats               |
| Lichtblauw  | 6de–10de plaats                 |
| Donkerblauw | Gefinisht (buiten de Top 10)    |
| Paars       | Niet gefinisht                  |
| Rood        | Niet gekwalificeerd (DNQ)       |
| Bruin       | Teruggetrokken (Wth)            |
| Zwart       | Gediskwalificeerd (DSQ)         |
| Wit         | Niet Gestart (DNS)              |
| Blank       | Nam geen deel aan de race (DNP) |
| Blank       | Niet geracet                    |

| Toegevoegde info    |                                         |
| vet                 | Pole positie (1 punt)                   |
| *                   | Meeste ronden aan de leiding (2 punten) |
| Rookie van het Jaar |                                         |
| Rookie              |                                         |

| Positie | 1  | 2  | 3  | 4  | 5  | 6  | 7  | 8  | 9  | 10 | 11 | 12 | 13 | 14 | 15 | 16 | 17 | 18 | 19 | 20 | 21 | 22 | 23 | 24 | 25 | 26 | 27 | 28 | 29 | 30 | 31 | 32 | 33 |
| ------- | -- | -- | -- | -- | -- | -- | -- | -- | -- | -- | -- | -- | -- | -- | -- | -- | -- | -- | -- | -- | -- | -- | -- | -- | -- | -- | -- | -- | -- | -- | -- | -- | -- |
| Punten  | 50 | 40 | 35 | 32 | 30 | 28 | 26 | 24 | 22 | 20 | 19 | 18 | 17 | 16 | 15 | 14 | 13 | 12 | 11 | 10 | 9  | 8  | 7  | 6  | 5  | 4  | 3  | 3  | 3  | 3  | 3  | 3  | 3  |

1986 ·
1987 ·
1988 ·
1989 ·
1990 ·
1991 ·
1992 ·
1993 ·
1994 ·
1995 ·
1996 ·
1997 · 
1998 ·
1999 ·
2000 ·
2001 ·
2002 ·
2003 ·
2004 ·
2005 ·
2006 ·
2007 ·
2008 ·
2009 ·
2010 ·
2011 ·
2012 ·
2013 ·
2014 ·
2015 ·
2016 ·
2017 ·
2018 ·
2019 ·
2020 ·
2021 ·
2022 ·
2023 ·
2024 ·
2025

Lijst van coureurs